# Proterodesma tomaea
Proterodesma tomaea är en fjärilsart som beskrevs av Edward Meyrick 1911. Proterodesma tomaea ingår i släktet Proterodesma och familjen äkta malar.
Artens utbredningsområde är Seychellerna. Inga underarter finns listade i Catalogue of Life.